# Габашвілі Катерина Ревазівна
Катерина Ревазівна Габашвілі (уроджена — Тархнішвілі (თარხნიშვილი)) (груз. ეკატერინე რევაზის ასული გაბაშვილი); 16 червня 1851, Горі, Російська імперія — 7 серпня 1938) — грузинська письменниця та громадська діячка. Одна з перших грузинських феміністок і активісток у боротьбі за права жінок.

## Життєпис
Народилася в аристократичній родині. Представниця княжого роду.
Похована у Тбілісі на Дідубійському пантеоні.

## Творчість
Катерина Габашвілі — видатна представниця грузинського реалізму. Одна з перших ввела до грузинської літератури малий прозовий жанр — невеличке оповідання, есе. Літературні погляди письменниці сформувалися під впливом російських революційних демократів і «шістдесятників» XIX століття, особливий вплив на її творчість надав Ілля Чавчавадзе.
Дебютувала у прозі в 1870 році в газеті «Дроеба» («Час»).  
У своїх творах (романах та оповіданнях) зображала безправне життя селянства, соціальні та економічні суперечності грузинського села, зокрема, сільського вчителювання у Грузії другої половини XIX століття. (оповідання «Роман у Дідіхеві», 1881, «Кона», 1881, «Орена і Куче», 1883), створювала образи сільської інтелігенції, що віддає свої сили трудовому селянству (повісті «Сільський вчитель» — «Соплис масцавлебели», «Гамарджвебули Ніко» та інші). Ряд романів зображає трагічну долю жінки в умовах соціальної нерівності («Різні весілля» — «Схва да схва гвари корцили», 1881, «Обезкрилена» — «Пртебдагледжілі», 1912), процес деградації грузинської феодальної аристократії («Бенуар № 3», 1898).
Крім того, перу Катерини Габашвілі належать оповідання для дітей («Лурджа Магдані», «Сім'я Мшіерадзе», «Тінас Лекурі», «Чвені каклис хе» та інші).
В кінці життя видала спогади, випустила кілька збірок вибраних творів.
У 1955 році за мотивами одного з найбільш досконалих оповідань Габашвілі режисери Тенгіз Абуладзе та Реваз Чхеїдзе зняли художній фільм «Лурджа Магдани», відзначений нагородами Каннського кінофестивалю (1956) та кінофестивалю в Единбурзі (1956).